# Strangers in Paradise
Strangers in Paradise är en amerikansk serie skapad av Terry Moore. Serien påbörjades 1993 och avslutades 2007 med nummer 90, volym 3. Serien har fått ett flertal priser, bland annat The Eisner Award 1996 för "I Dream of You". 